# Огуречный альдегид
Огуречный альдегид или транс-2,цис-6-нонадиеналь — ненасыщенный жирный альдегид, производное нонаналя. Соединение обладает сильным запахом и вкусом огурца и является его основным ароматическим компонентом. Кроме того оно содержится в варёной форели, корках хлеба, свежеразрезанных дынях, арбузах и вишне. Является основным компонентом экстракта, получаемого из листьев и цветов фиалки (отсюда ещё одно тривиальное название — альдегид листьев фиалки). В виде 1 % раствора в этаноле этот альдегид уже длительное время используется как компонент парфюма. Самцы скорпионовых мух вида Panorpa germanica используют это вещество в качестве феромона для привлечения самок.
Огуречный альдегид придаёт характерный запах свежей корюшке, а также сиге и хариусу, но из них запах улетучивается гораздо быстрее.

## Биосинтез
Исследование методом изотопного мечения показало, что у растений транс-2,цис-6-нонадиеналь образуется из α-линоленовой кислоты. Как правило подобные реакции катализируются гидропероксидлиазами.
Механизм появления данного вещества в рыбе пока не понятен. По одной из гипотез огуречный альдегид является компонентом слизи, которую свежепойманная корюшка выделяет, чтобы защититься от пересыхания. По другой — вещество образуется из определённых белковых соединений в мышцах рыбы, которые после вылова разлагаются под действием тканевых ферментов катепсинов.